# Instituto do Cérebro da Universidade Federal do Rio Grande do Norte
O Instituto do Cérebro (ICe) , sediado em Natal, Rio Grande do Norte, é uma unidade acadêmica especializada, ligada à reitoria da Universidade Federal do Rio Grande do Norte (UFRN). Inaugurado oficialmente no dia 13 de maio de 2011  , o instituto sedia o Programa de Pós-Graduação em Neurociências (PGNeuro) da instituição, em níveis de mestrado, doutorado e pós-doutorado. De 2011 a 2014 o Instituto foi dirigido pelos Professores Sidarta Ribeiro e Sérgio Neuenschwander. Em outubro de 2014, o Professor Sidarta Ribeiro foi reconduzido ao cargo de direção junto a Professora Kerstin Schmidt, até 2017.

## Sobre
O Instituto do Cérebro da Universidade Federal do Rio Grande do Norte começou a ser idealizado em 1995, quando um grupo de neurocientistas brasileiros  atuando no exterior planejou construir no Brasil um centro de pesquisa sobre o cérebro  para estimular a pesquisa e a qualificação de profissionais.
O projeto se concretizou na UFRN com apoio do Ministério da Educação (MEC) e do Ministério da Ciência, Tecnologia e Inovação (MCTI). Um esforço de recrutamento internacional fez com que, vários pesquisadores brasileiros e estrangeiros, com treinamento em importantes centros de pesquisa dos EUA e da Europa, se radicassem em Natal e se lançassem à tarefa de construir o Instituto do Cérebro da UFRN .

## Pesquisa
As pesquisas desenvolvidas no Instituto do Cérebro são publicadas em periódicos de grande circulação internacional e abrangem diversas linhas de pesquisa. Desde sua criação, em 2011 o Instituto publicou 139 artigos científicos.  
Atualmente 17 professores realizam pesquisas com suas respectivas equipes:
- Adriano Tort (neurofisiologia computacional)
- Antônio Pereira (neurociência sensório-motora) [5]
- Cláudio Queiroz (redes neuronais e epilepsia)
- Diego Andrés Laplagne (neurofisiologia do comportamento)
- Dráulio Araújo (neuroimagem funcional) [6]
- Emelie Katarina Svahn Leão (neurodynamics)
- Kerstin Schmidt (processamento córtico-cortical)
- Lia Rejane Müller Bevilaqua (pesquisa de memória)
- Marcos Romualdo Costa (neurobiologia celular)
- Maria Bernardete Cordeiro de Sousa (endocrinologia comportamental, neuroendocrinologia e estratégias reprodutivas)
- Martín Cammarota (pesquisa de memória) [7]
- Richardson Leão (neurodinâmica)
- Rodrigo Neves Romcy Pereira (neurofisiologia molecular das epilepsias e transtornos psiquiátricos)
- Sandro Souza (bioinformática)
- Sergio Neuenschwander (Vislab)
- Sidarta Ribeiro (sono, sonho e memória) [8]
- Tarciso André Ferreira Velho (neurobiologia celular).

## Ensino

### Graduação
O ICe oferece componentes curriculares em parceria com os cursos de Ciência e Tecnologia, Medicina, Direito, Música, Pedagogia e Ciências Econômicas da UFRN. Porém, qualquer aluno de graduação pode cursar as disciplinas, contribuindo com a criação de espaços diversificados de formação universitária . O Instituto também é responsável pela implantação e manutenção de um eixo de ensino em Neurociências em nível de graduação na Escola de Ciência e Tecnologia da UFRN, o que lhe tem permitido atuar na formação de cerca de 500 alunos de graduação por ano As disciplinas possibilitam um contato mais próximo do aluno de graduação com os docentes do Instituto e suas linhas de pesquisa, favorecendo o estabelecimento de vínculos via Iniciação Científica e Tecnológica.

### Pós-Graduação
O Instituto do Cérebro sedia o Programa de Pós-Graduação em Neurociências da UFRN (PGNeuro) nos níveis de Mestrado e Doutorado. A PGNeuro atua em 3 linhas de pesquisa principais: (i) Neurobiologia de Sistemas & Cognição, (ii) Neurobiologia Celular & Molecular, e (iii) Neurociência Computacional, Neuroinformática, Neuroengenharia & Neuroterapia.

## Extensão
Diversas parcerias de ensino e pesquisa foram estabelecidas entre docentes do Instituto do Cérebro e dos Departamentos de fisiologia, biofísica, bioquímica, engenharia da computação e automação e engenharia biomédica. O Instituto do Cérebro desenvolve também uma parceria com o Hospital Universitário Onofre Lopes (HUOL), da UFRN, que abriga o laboratório de neuroimagem funcional. Docentes e pós-graduandos do Instituto do Cérebro participam também de pesquisas utilizando polissonografia nesse hospital.  
O Instituto do Cérebro realiza ainda diversas ações de extensão de cunho científico, cultural e esportivo com crianças, adolescentes e adultos oriundos de escolas públicas , hospitais públicos e comunidades carentes, atingindo 17 projetos aprovados e um público da ordem de 3,5 mil pessoas/ano. Os projetos de extensão são realizados em parceria com os departamentos de educação e educação física e com a Escola de Música da UFRN, além da secretaria de assistência social de Parnamirim no mesmo estado, da Faculdade Natalense para o Desenvolvimento do Rio Grande do Norte (FARN) e diversas escolas públicas de Natal.

## Conselho
O Instituto possui um Conselho Internacional Científico que tem como presidente o cientista Torsten Wiesel, Prêmio Nobel de Fisiologia e Medicina (1981) e presidente emérito da Universidade de Rockfeller (EUA), além dos cientistas:Charles Gilbert (The Rockefeller University,EUA) Yves Fregnac (CNRS, França), Ulrike Heberlein (Janelia Campus, EUA), Henry Markram (EPFL, Suiça), Pierre Magistretti (EPFL, Suiça) e o brasileiro radicado nos Estados Unidos, Cláudio Mello (OHSU, EUA). A primeira reunião do Conselho aconteceu no ano de 2014 nos dias 27 a 29 de janeiro . 